# 十住心論
十住心論（日语：／ Jūjūshinron）是空海的代表著作之一。正確名稱是『秘密曼陀羅十住心論』。在約830年間，回應淳和天皇之敕，敘述真言密教體系的書（天長六本宗書之一）。共10卷。

## 內容
把人心分成10個階段，建構起當時代表思想配置的體系，把真言密教代表人心的最高境界。
1. 異生羝羊心—受煩惱困擾之心
2. 愚童持齋心—發現道德。儒教的境界
3. 嬰童無畏心—超俗志向。印度哲學、老莊思想的境界
4. 唯蘊無我心—小乘佛教中，聲聞的境界
5. 拔業因種心—小乘佛教中，緣覺的境界
6. 他緣大乘心—大乘佛教中，唯識、法相宗的境界
7. 覺心不生心—大乘佛教中，中觀、三論宗的境界
8. 一道無為心（如實知自心、空性無境心）—大乘佛教中，天台宗的境界
9. 極無自性心—大乘佛教中，華嚴宗的境界
10. 秘密莊嚴心—真言密教的境界

簡略表示『十住心論』內容的有『秘藏寶鑰』。